# Championnat du Japon féminin de football 2021-2022
Navigation
WE League 2022-2023
Le Championnat du Japon féminin de football 2021-2022, ou WE League 2021-2022, est la 1re saison de la WE League. C'est la première ligue professionnelle de football féminin au Japon.

## Organisation
La WE-League est une ligue fermée. Aucune équipe n'a donc été promue ni reléguée.
Les onze équipes s'affrontent dans une poule unique, lors de laquelle les équipes s'affrontent deux fois. 
Chaque club doit recruter au moins cinq joueuses professionnelles. 

## Participantes
| Équipe                     | Ville      | Class. 2020 | Titres en 1re division |
| -------------------------- | ---------- | ----------- | ---------------------- |
| Mynavi Sendai              | Sendai     | 7e de N1    | 0                      |
| Urawa Red Diamonds         | Saitama    | 1er de N1   | 4                      |
| Omiya Ardija               | Saitama    | 8e de N2    | 0                      |
| Chifure AS Elfen Saitama   | Saitama    | 2e de N2    | 0                      |
| JEF United Chiba           | Ichihara   | 6e de N1    | 0                      |
| NTV Beleza                 | Tokyo      | 3e de N1    | 17                     |
| Stella Kanagawa            | Sagamihara | 8e de N1    | 0                      |
| AC Nagano Parceiro         | Nagano     | 5e de N2    | 0                      |
| Albirex Niigata            | Niigata    | 5e de N1    | 0                      |
| INAC Kobe Leonessa         | Kobe       | 2e de N1    | 3                      |
| Sanfrecce Hiroshima Regina | Hiroshima  | Création    | -                      |

## Compétition

### Pré-saison
Du 24 avril 2021 au 19 juin 2021, les franchises s'affrontent lors de matches de pré-saison, destinés à se préparer à la saison qui commence après les Jeux Olympiques de Tokyo. Lors du tout premier match, le Kobe Leonessa bat l'AC Nagano 3-0.

### Saison régulière
La saison régulière débute le 12 septembre 2021 et se termine le 21 mai 2022.
| Rang | Équipe              | Pts | J  | G  | N | P  | Bp | Bc | Diff |
| ---- | ------------------- | --- | -- | -- | - | -- | -- | -- | ---- |
| 1    | INAC Kobe Leonessa  | 50  | 20 | 16 | 2 | 2  | 35 | 9  | +26  |
| 2    | Urawa Red Diamonds  | 42  | 20 | 13 | 3 | 4  | 40 | 24 | +16  |
| 3    | Tokyo Verdy Beleza  | 34  | 20 | 10 | 4 | 6  | 32 | 18 | +14  |
| 4    | JEF United          | 34  | 20 | 9  | 7 | 4  | 26 | 18 | +8   |
| 5    | MyNavi Sendai       | 31  | 20 | 9  | 4 | 7  | 25 | 16 | +9   |
| 6    | Sanfrecce Hiroshima | 25  | 20 | 7  | 4 | 9  | 24 | 26 | -2   |
| 7    | AC Nagano Parceiro  | 21  | 20 | 5  | 6 | 9  | 15 | 24 | -9   |
| 8    | Albirex Niigata     | 19  | 20 | 4  | 7 | 9  | 20 | 30 | -10  |
| 9    | Omiya Ardija        | 18  | 20 | 3  | 9 | 8  | 17 | 31 | -14  |
| 10   | Stella Kanagawa     | 13  | 20 | 2  | 7 | 11 | 13 | 31 | -18  |
| 11   | AS Elfen Saitama    | 13  | 20 | 2  | 7 | 11 | 13 | 33 | -20  |

## Statistiques
|    | Joueuse                | Club                | Buts |
| -- | ---------------------- | ------------------- | ---- |
| 1. | Yuika Sugasawa         | Urawa Red Diamonds  | 14   |
| 1. | Mina Tanaka            | NTV Beleza          | 14   |
| 3. | Mami Ueno              | Sanfrecce Hiroshima | 11   |
| 4. | Ayaka Michigami (en)   | Albirex Niigata     | 8    |
| 4. | Akari Shiraki (en)     | Mynavi Sendai       | 8    |
| 6. | Remina Chiba           | JEF United Chiba    | 6    |
| 6. | Ayaka Inoue (en)       | Omiya Ardija        | 6    |
| 6. | Natsuki Kishikawa (en) | JEF United Chiba    | 6    |
| 6. | Yui Narumiya (en)      | INAC Kobe Leonessa  | 6    |
| 6. | Haruka Osawa (en)      | JEF United Chiba    | 6    |
| 6. | Riko Ueki              | NTV Beleza          | 6    |

Source.